# Earl Johnson
Robert Earl Johnson (Woodstock, 10 marzo 1891 – Pittsburgh, 19 novembre 1965) è stato un mezzofondista statunitense.

## Biografia
Nel 1920 prese parte ai Giochi olimpici di Anversa, dove gareggiò nei 10000 metri piani, ma non riuscì ad approdare alla finale.
Tra il 1921 e il 1923 fu tre volte campione statunitense delle 5 miglia. Nel 1924 partecipò con migliori risultati ai Giochi olimpici di Parigi: conquistò l'ottavo posto nei 10000 m piani, il bronzo nella corsa campestre individuale e l'argento nella corsa campestre a squadre insieme ad Arthur Studenroth e August Fager.

## Palmarès
| Anno | Manifestazione  | Sede    | Evento          | Risultato | Prestazione | Note                          |
| ---- | --------------- | ------- | --------------- | --------- | ----------- | ----------------------------- |
| 1920 | Giochi olimpici | Anversa | 10000 m piani   | Batteria  | n/d         |                               |
| 1924 | Giochi olimpici | Parigi  | 10000 m piani   | 8º        | 32'17"0     | Miglior prestazione personale |
| 1924 | Giochi olimpici | Parigi  | Cross           | Bronzo    | 35'21"0     |                               |
| 1924 | Giochi olimpici | Parigi  | Cross a squadre | Argento   | 14 p.       |                               |

## Campionati nazionali
- 3 volte campione statunitense delle 5 miglia.